# Dame Otro Tequila
„Dame Otro Tequila” (în limba română: „Dă-mi încă o Tequila”) este un cântec al interpretei mexicane Paulina Rubio. Acesta fost compus de Emilio Estefan pentru cel de-al șaptelea material discografic de studio al artistei, Pau-Latina. „Dame Otro Tequila” a fost lansat ca cel de-al treilea extras pe single al albumului în luna octombrie a anului 2004.
Piesa a devenit un hit în țara natală a artistei, Mexic, ocupând locul 1 în clasamentul național. Înregistrarea s-a bucurat de succes și în Statele Unite ale Americii, ocupând locul 1 în clasamentul Billboard Hot Latin Songs, fiind cel de-al doilea cântec al lui Rubio ce obține această disincție.

## Prezența în clasamente
Discul s-a poziționat în fruntea topului mexican, devenind cel de-al treilea cântec de pe albumul Pau-Latina ce obține această distincție, după „Te Quise Tanto” și „Algo Tienes”. „Dame Otro Tequila” a urcat pe locul 1 în Billboard Hot Latin Songs, unde a staționat timp de o săptămână.
În Spania înregistrarea s-a bucurat de succes major, ocupând poziția cu numărul 8 în topul celor mai bine vândute cântece. „Dame Otro Tequila” s-a bucurat de promovare și în Argentina, unde a urcat până pe treapta cu numărul 8, terminând anul pe locul 91.

## Lista cântecelor
Disc single distribuit în Mexic
1. „Dame Otro Tequila” - (verisunea originală)
2. „Dame Otro Tequila”- (remix de Quirri)
3. „Dame Otro Tequila” - (remix dance)
4. „Dame Otro Tequila” - (versiune reggaton)
5. „Dame Otro Tequila” - (remix de Banda Urbana)

## Clasamente
| Clasament (2004)        | Poziția maximă | Referință |
| ----------------------- | -------------- | --------- |
| Argentina Singles Chart | 8              | [ 6 ]     |
| Columbia Singles Chart  | 5              | [ 8 ]     |
| Mexic Singles Chart     | 1              | [ 3 ]     |
| Spain Singles Chart     | 8              | [ 5 ]     |

| Clasament (2004)                 | Poziția maximă | Referință |
| -------------------------------- | -------------- | --------- |
| Billboard Bubbling Under Chart   | 5              | [ 9 ]     |
| Billboard Hot Latin Songs        | 1              | [ 4 ]     |
| Billboard Latin Pop Airplay      | 1              | [ 4 ]     |
| Billboard Latin Tropical Airplay | 2              | [ 4 ]     |